# Ralph Johnson
Ralph E. Johnson (* 7. Oktober 1955) ist ein US-amerikanischer Informatiker. Er ist Professor am „Department of Computer Science“ der University of Illinois at Urbana-Champaign und einer der Autoren des Informatik-Buches Design Patterns: Elements of Reusable Object-Oriented Software.
Johnson war ein Pionier der Programmiersprache Smalltalk und unterstützt diese Sprache bis heute. Er hatte verschiedene führende Rollen bei der Konferenz „ACM Object-Oriented Programming, Systems, Languages and Applications“ OOPSLA, welche er jedes Jahr besucht. Er initiierte den populären „OOPSLA Design Fest Workshop“.
Im Jahr 2006 erhielt er den Dahl-Nygaard-Preis.

## Schriften
- Erich Gamma, Richard Helm, Ralph Johnson, John Vlissides: Design Patterns – Elements of Reusable Object-Oriented Software. Addison-Wesley, Reading MA u. a. 1994, ISBN 0-201-63361-2.
- Erich Gamma, Richard Helm, Ralph Johnson, John Vlissides: Entwurfsmuster. Elemente wiederverwendbarer objektorientierter Software. Addison-Wesley, Bonn u. a. 1996, ISBN 3-89319-950-0.